# Anomalie (physique)
Pour les articles homonymes, voir anomalie.
En théorie quantique des champs, on dit qu'une symétrie de la théorie possède une anomalie (ou que la symétrie est anormale) lorsqu'elle est une invariance classique au niveau de l'action mais qu'elle est brisée une fois que la théorie est quantifiée.
Plus précisément une anomalie survient lorsque le courant de Noether est conservé au niveau classique mais que les interactions quantiques brisent cette conservation.
Cet article présente les différents types d'anomalies que l'on peut rencontrer en physique théorique.

## Anomalie de symétrie globale

### Anomalie de la symétrie d'échelle et renormalisation
La constante de couplage d'une théorie de jauge est sans dimension. L'action de Yang-Mills possède donc une symétrie globale par transformation d'échelle. Pourtant au niveau quantique, la nécessité de renormaliser la théorie implique que la constante de couplage dépend de l'échelle d'observation. C'est ce phénomène qui est à l'origine de la liberté asymptotique de certaines théories basées sur un groupe de jauge non abélien comme la chromodynamique quantique par exemple.

## Anomalie de symétrie locale
Une anomalie dans une symétrie locale conduit à une théorie incohérente, car l’invariance de jauge est essentielle pour garantir l’unitarité de la théorie.